# Паськовка (Харьковская область)
Паськовка (укр. Паськівка), село, 
Гонтаровский сельский совет,
Волчанский район,
Харьковская область.
Код КОАТУУ — 6321682003. Население по переписи 2001 года составляет 94 (48/46 м/ж) человека.

## Географическое положение
Село Паськовка находится на правом берегу реки Хотомля, ниже по течению в 2-х км расположено село Перковка, на противоположном берегу — село Гарашковка.
Село пересекает балка по которой протекает пересыхающий ручей с запрудой.

## История
- 1861 - дата основания.

## Экономика
- В селе есть молочно-товарная ферма.